# José Antonio de Lavalle y Cortés
Joseph Antonio de Lavalle y Cortés (Trujillo, 29 de diciembre de 1734 – Lima, 8 de abril de 1815), noble, comerciante y militar criollo que ocupó altos cargos políticos en el Virreinato del Perú. Fue primer Conde de Premio Real.

## Biografía
Nacido en Trujillo el 29 de diciembre de 1734, fue bautizado al año siguiente en El Sagrario de dicha ciudad. Sus padres fueron el general vizcaíno Simón de Lavalle y Bodega de la Quadra, corregidor de Piura, alcalde ordinario de Trujillo y caballero de la Orden de Calatrava, y la dama trujillana María del Carmen Cortés y Cartavio. Primo suyo fue el célebre explorador Juan Francisco de la Bodega y Quadra.
Estudió en el Real Seminario de Santo Toribio. Al igual que su padre, fue alcalde de Trujillo (1762). A fin de completar su educación, viajó por Europa durante algunos años. Volvió para asumir el cargo de corregidor de Piura (1772) y fue entonces reconocido como coronel del Regimiento de Milicias de Infantería.
El 14 de enero de 1782, por Real Cédula, la Corona le confirió el título de Conde de Premio Real por su participación contra la sublevación de Túpac Amaru II. Ya antes había recibido el hábito de caballero de la Orden de Santiago (1777).
Fue alcalde ordinario de Lima (1779) y además distinguido con el título de Conde de Premio Real (Real Cédula de 14 de enero de 1782).
Posteriormente fue designado regidor perpetuo del Cabildo y síndico procurador (1785), además de ejercer como prior del Tribunal del Consulado de Lima (1787-1788). Reconocido como coronel efectivo de los Reales Ejércitos (1804), formó el batallón de españoles de Lima y en mérito a sus servicios durante la crisis dinástica, fue ascendido a brigadier general (1813).
Fue socio de la Real Sociedad Bascongada de los Amigos del País.

## Matrimonio y descendencia
En 1776 se casó en Trujillo con la limeña Mariana de Zugasti y Ortiz de Foronda (2 de agosto de 1767), hija del general español Martín Zugasti y sobrina del conde de Vallehermoso. La pareja tuvo seis hijos:
- Simón de Lavalle y Zugasti, caballero de la Orden de Santiago, casado con Isabel Cabero y Salazar, con sucesión.
- José Antonio de Lavalle y Zugasti, caballero de la Orden de Calatrava, soltero.
- Antonio Prudencio de Lavalle y Zugasti, caballero de la Orden de Alcántara, casado con Dolores Sánchez Trujillo, con sucesión.
- José Casimiro de Lavalle y Zugasti, mariscal de campo y caballero de la Orden de Calatrava, participó en las defensas de Zaragoza y Lérida.
- Juan Bautista de Lavalle y Zugasti, caballero de la Orden de Alcántara, casado con Narcisa Arias de Saavedra, con sucesión.
- Mariano Jacinto de Lavalle y Zugasti, caballero de la Orden de Alcántara, Capitán del Regimiento de Infantería Española de milicias disciplinarias de Lima, del que era Jefe señor Conde, su padre y auditor de guerra después de la provincia de Nueva Galicia, en el reino de Méjico. Oidor honorario de la Real Audiencia de Guatemala, Asesor y Auditor de Guerra de la Presidencia y Comandancia general de Guadalajara, Reino de Nueva Galicia, casó con Doña Rita Roa-Ferron y Mendiola natural de Cádiz.

| Predecesor: Ignacio Cabero Vázquez de Acuña | Alcalde ordinario de Lima Segundo voto 1779 | Sucesor: Francisco de Ocharán y Mollinedo |